# Жерар де Вокулер
Жерар Анрі де Вокулер (фр. Gérard Henri de Vaucouleurs; 25 квітня 1918 – 7 жовтня 1995) — французький астроном.
Родився у Парижі. У 1935 закінчив Паризький університет. У 1945-1950 працював в Астрофізичному інституті в Парижі, в 1951-1954 — в Австралійському національному університеті, в 1954-1957 — спостерігач Південної станції Єльського і Колумбійського університетів в Австралії, в 1957-1958 — астроном Ловеллівської обсерваторії в штаті Аризона (США), в 1958-1960 — співробітник Гарвардської обсерваторії. З 1960 працює в Техаському університеті, з 1965 — професор.
Основні наукові роботи присвячені зоряній фотометрії, фізиці планет і позагалактичної астрономії. Виконав численні візуальні і фотографічні спостереження Марса, фіксував зміни в темних і світлих областях на поверхні планети; отримав оцінки оптичних параметрів атмосфери Марса і величини атмосферного тиску. За фотоелектричними спостереженнями покриття Регула Марсом оцінив в 1959 температуру верхньої атмосфери Марса в інтервалі 210-300 K.
Розробив класифікацію типів галактик за виглядом їхніх зображень на фотографіях, що відрізняється від інших класифікацій (зокрема, Е.П.Габбла) більшою детальністю. У своїй системі класифікації склав три обширні каталоги галактик, останній з яких включає 4364 об'єкти. Досліджував низку окремих галактик і будову нашої Галактики, виявив в її центральній частині слабку подібність перемички, що добре виявляється у багатьох спіральних галактик. Особливу увагу приділив вивченню найближчих до нашої Галактики об'єктів — Магелланових Хмар. Разом зі співробітниками оцінив їхні кутові розміри, інтегральні фотографічні величини, масу, відстань, склад зоряного населення і встановив, що Велика Магелланова Хмара обертається. Є прихильником поглядів, висловлених вперше К.Е.Лундмарком і Е.Б.Гольмбергом. За ними, галактики, що оточують нас, утворюють величезну систему (надскупчення, надхмару) з центром в скупченні Діви. Ця хмара, за Вокулером, сплюснута і обертається.
Автор книг «Фізика планети Марс» (1951, рос.пер. 1956), «Астрономічна фотографія» (1961, рос.пер. 1975), «Огляд Всесвіту» (спільно з Д.Г.Мензелом і Ф.Л.Віпплом; неодноразово перевидавалася в США) і інших.
Медаль ім. В.Гершеля Лондонського королівського астрономічного товариства (1980).